# Adenochlaena leucocephala
Adenochlaena leucocephala är en törelväxtart som beskrevs av Henri Ernest Baillon. Adenochlaena leucocephala ingår i släktet Adenochlaena och familjen törelväxter. Inga underarter finns listade i Catalogue of Life.